# 數學能力及性別
一般人常認為數學能力會因為性別不同而有差異。男性通常被認為在數學方面的表現會比女性好。有兩個領域被認為有這種差異：
1. 一般男性的數學技術比女性好
2. 男性的數學能力比較多樣化，表示他們很可能比女性的理解能力高。

第二個說法的爭議性相當高。
在工程師等以數學為基礎的職業裡，女性與男性的從業人數有相當大的差距。 因为这些事业会要求数学能力显著高于一般人的人。有性别引起的技能差异比一般的高。所以，当讨论女性在工程事业上的数量的时候，比较一般水平并非十分有用，而且应该比较女性工程师在女性当中的比例而非比较男、女工程师的比例。
有很多理論解釋性別所造成的數學能力差距。有些研究者認為是環境造成。例如，由家庭與學校中，有性別偏見的教育或者其他社會上的影響所造成的。有些認為這個差距是由性別特徵所造成。另外有些則認為基因所造成的影響不該被忽略。這部分目前仍未有定論。

## 證據
智力測驗（例如Differential Aptitude Test）為數學能力與性別的關係提供了證據。在機械推理上，12年級的男生在智力測驗上取得的分數，幾乎比女生的分數高出0.9個標準差。

## 解釋差異的理論

### 性別特徵
性別特徵差別是其中一個理論以解釋男性的數學表現較好的原因。男性被視為有更高的自尊，而女性則沒有這麼自信。
年幼學習數學，男性會相信他們能夠做到好，而事實上他們的能力並非和女性相差很遠。對數學有這個程度的自信、動機和興趣，帶來數學能力的差異。

## 外部連結
- Project Implicit （页面存档备份，存于）上的“性別-學科”內隱聯結測驗-臺灣版（繁體中文）
- Project Implicit （页面存档备份，存于）上的“性别-学科”内隐联系测验-中国版（简体中文）